# Micrurinella antondohrnii
Micrurinella antondohrnii är en djurart som tillhör fylumet slemmaskar, och som beskrevs av Friedrich 1960. Micrurinella antondohrnii ingår i släktet Micrurinella och familjen Lineidae. Inga underarter finns listade i Catalogue of Life.